# راشد الفرحان
راشد عبد الله أحمد الفرحان، نائب سابق في مجلس الأمة الكويتي.
شارك في انتخابات مجلس الأمة الكويتي 1963 في الدائرة الثانية، وحصل على المركز الثاني فيها بـ266 صوت وفاز بالانتخابات ، وشارك في انتخابات مجلس الأمة الكويتي 1967 في الدائرة السادسة، وحصل على المركز الثاني بـ627 صوت وفاز بالانتخابات ولكنه رفض المقعد ، وشارك في انتخابات مجلس الأمة الكويتي 1971 في الدائرة السادسة، وحصل على المركز الأول بـ730 صوت وفاز بالانتخابات ، وشارك في انتخابات مجلس الأمة الكويتي 1975 في الدائرة السادسة، وحصل على المركز الخامس بـ578 صوت وفاز بالانتخابات ، وشارك في انتخابات مجلس الأمة الكويتي 1985 في الدائرة السادسة، وحصل على المركز الرابع بـ297 صوت وخسر بالانتخابات.
في عام 1971 تم تعيينه وزيرا للأوقاف والشؤون الإسلامية في الحكومة السابعة.